# Laura Carmine
Pour les articles homonymes, voir Carmine.
Laura Carmine, née le 1er avril 1983 à Philadelphie, (Pennsylvanie, États-Unis), est une actrice et présentatrice de télévision américaine naturalisée portoricaine.

## Carrière
Laura Carmine commence sa carrière à la télévision en 2008. Elle présente des séquences dans des émissions exclusives à Sky México. En 2008, elle fait ses débuts à Televisa dans le rôle secondaire de Julia dans la telenovela Un gancho al corazón avec Sebastian Rulli et Danna Garcia. Puis en 2009, elle joue le rôle de Perla dans Corazón salvaje avec Eduardo Yanez, Aracely Arámbula et Cristian de la Fuente. En 2010, elle incarne Maria Jose dans Camaleones avec Belinda et Alfonso Herrera.
En 2011, elle tient le premier rôle de Nicole Lorenti Tinoco dans Ni contigo ni sin ti avec Eduardo Santamarina, Alessandra Rosaldo et Erick Elias. En 2012, elle tient la vedette pour la deuxième fois et pour la première fois en tant qu'antagoniste dans le rôle de Ximena Monterde dans Amor Bravío avec Silvia Navarro et en co-vedette avec Cristian de la Fuente.
En 2013, elle participe à la telenovela La tempestad, production de Salvador Mejía Alejandre où elle fait face aux vedettes William Levy, Ximena Navarrete, Daniela Romo, Iván Sánchez, Mariana Seoane, César Évora, entre autres.
En 2013, elle participe à la telenovela Doubles Jeux (¿Quién eres tú?) avec Julián Gil. Dans cette telenovela elle tient le rôle principal en jouant deux sœurs jumelles. L'une est l'antagoniste Veronica Garrido tandis que l'autre est la protagoniste  Natalia Garrido.

## Filmographie

### Telenovelas
- 2008 - 2009 : Un gancho al corazón (Televisa) : Julia
- 2009 : Camaleones (Televisa) : María José
- 2009 - 2010 : Corazón salvaje (Televisa) : Perla Arango
- 2011 : Ni contigo ni sin ti (Televisa) : Nicole Lorenti Tinoco
- 2012 : Amor Bravío (Televisa) : Ximena Diaz Santos
- 2013 : Doubles Jeux (¿Quién eres tú?) (UniMás) : Natalia Garrido / Verónica Garrido Esquivel
- 2013 : La tempestad (Televisa) : Esther "Esthercita" Salazar Mata
- 2014 : De que te quiero, te quiero (Televisa) : Simona Verduzco
- 2015 : A que no me dejas (Televisa) : Nuria Murat Urrutia
- 2016 : Vino el amor (Televisa) : Lisa
- 2021 - 2022 : La Desalmada  : Dona Angela Montes

## Nominations et récompenses

### Premios TVyNovelas(Mexico)
| Année | Catégorie                     | Telenovela           | Résultat   |
| ----- | ----------------------------- | -------------------- | ---------- |
| 2013  | Meilleure actrice             | Amor Bravío          | Nomination |
| 2012  | Meilleure révélation féminine | Ni contigo ni sin ti | Gagnant    |